# Oggiyamduraipakkam
Oggiyamduraipakkam (o Oggiamthoraipakkam) è una suddivisione dell'India, classificata come census town, di 25.961 abitanti, situata nel distretto di Kanchipuram, nello stato federato del Tamil Nadu. In base al numero di abitanti la città rientra nella classe III (da 20.000 a 49.999 persone).

## Geografia fisica
La città è situata a 12° 56' 30 N e 80° 14' 24 E.

## Società

### Evoluzione demografica
Al censimento del 2001 la popolazione di Oggiyamduraipakkam assommava a 25.961 persone, delle quali 13.608 maschi e 12.353 femmine. I bambini di età inferiore o uguale ai sei anni assommavano a 3.115, dei quali 1.578 maschi e 1.537 femmine. Infine, coloro che erano in grado di saper almeno leggere e scrivere erano 18.998, dei quali 10.680 maschi e 8.318 femmine.